# Негушки бунт (1705)
Негушкият бунт от 1705 година е въоръжена съпротива на християнското население в южномакедонския град Негуш срещу събирането на кръвния данък.
През март 1705 година в Негуш влиза еничарска част, която трябва да събере кръвния данък – 50 християнски момчета. Когато еничарите поискали от християните да предадат за кръвен данък момчета, населението отказва, събира се на площада около въоръжените еничари с викове „Няма да предадем синовете си на мюсюлманите“, напада и разгромява отряда им и убива командващия ги офицер. След тази победа е формиран отряд от 100 души, който заема позиции извън града да го брани от нападение откъм околните мюсюлмански села. Бунтовниците минават в контранастъпление и атакуват турските села наоколо. Бунтът продължава четири месеца, като негушани оказват съпротива на изпратените срещу тях част. Накрая начело на турските сили е пратен от Цариград специален командващ и след дълги и ожесточени сражения бунтът е потушен на 21 юни 1705 година и водачите му Зиси Карадимо и синовете му Васил и Димитър са обесени публично в Бер. След потушаването му, властите не събират кръвния данък.
Според Цветана Георгиева:
| „ | Бунтът в Негуш може да се приеме като кулминация на борбата срещу кръвния данък. Срещу наложената от векове тегоба застанало цялото местно население... | “ |